# Friedhof Lenzburg
Der Friedhof Lenzburg, auch Friedhof Rosengarten, ist der zentral gelegene, städtische Friedhof der Gemeinde Lenzburg im Aargau in der Schweiz.

## Geschichte
Ursprünglich wurden die Toten in dem 1306 zum Marktflecken erhobenen Ort auf dem Staufberg an der Staufbergkirche bestattet – wie auch die Verstorbenen der umliegenden Ortschaften. Ab 1514 diente der Kirchhof rund um die Stadtkirche als Friedhof, ab 1668 dann beim Ziegelacker unmittelbar südlich der Stadtmauer. 1896 wurde dieser als Parkanlage erklärt, weil inzwischen eine neue Grabstätte geweiht worden war.
1865 begannen die Planungen für den heutigen Friedhof südlich der Stadt zwischen der damalig neu errichteten Strafanstalt und der örtlichen Bebauung. Die Erschliessung fand über die Strasse Bifang von der Ammerswiler Strasse aus statt, die nur vereinzelt Wohngebäude an ihren Strassenrändern hatte. In der Michaeliskarte von 1840 ist der Friedhof erstmals verzeichnet.

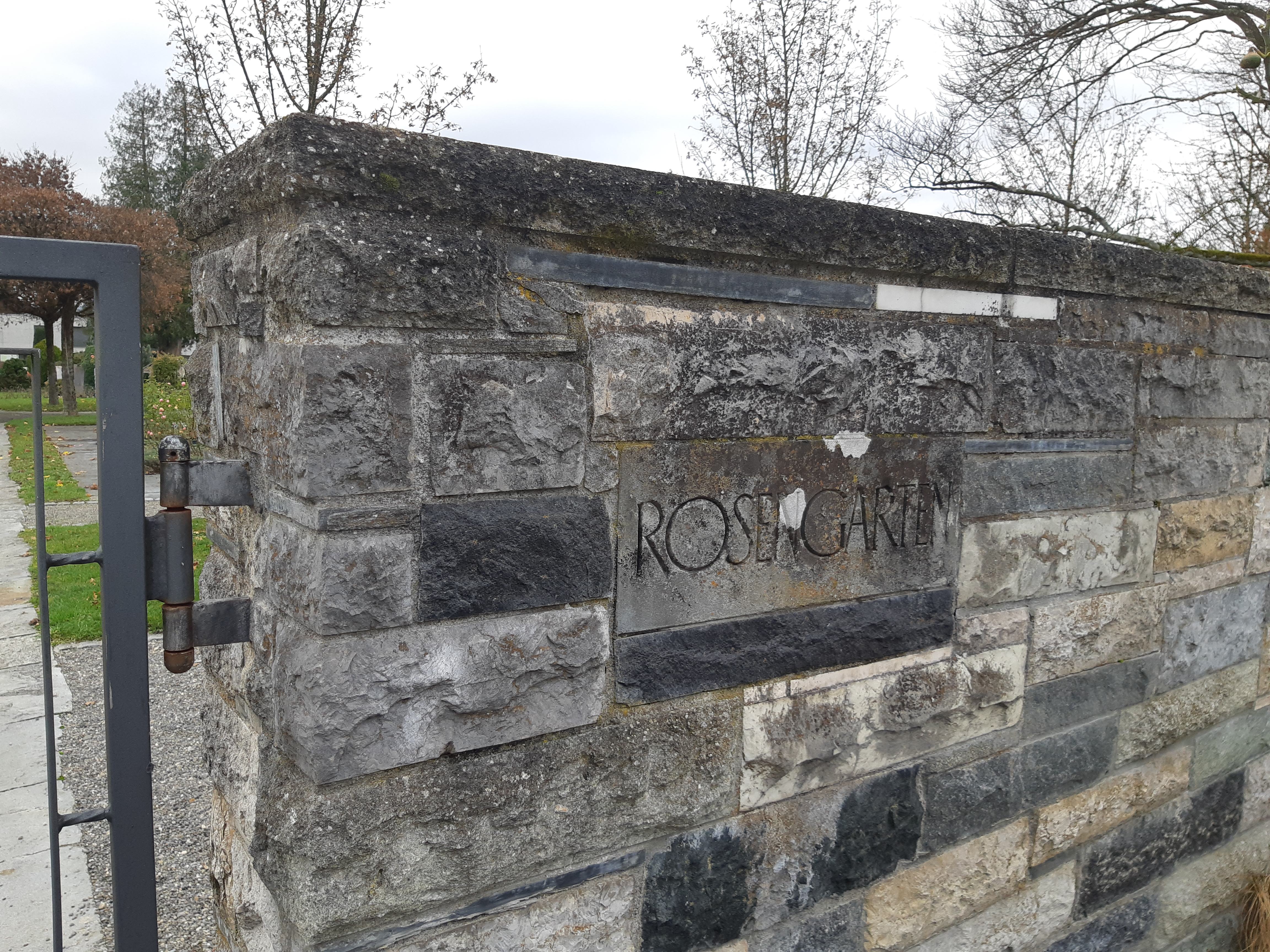
Eingang Bifang
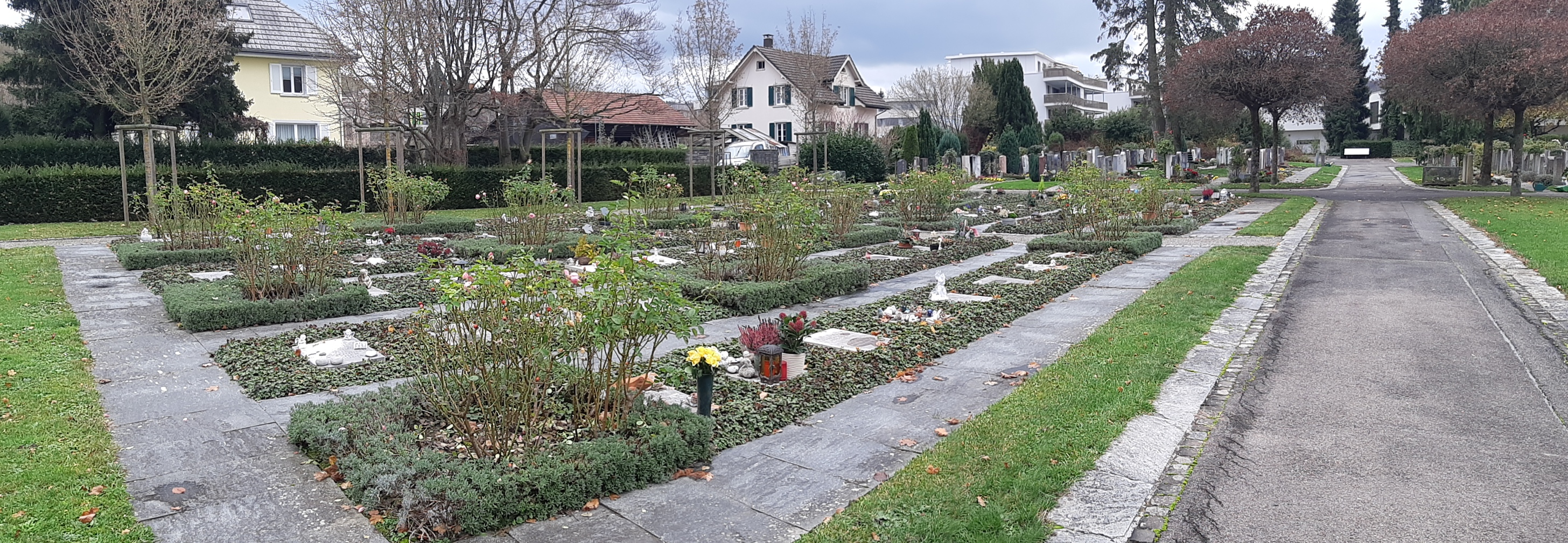
Urnenfeld
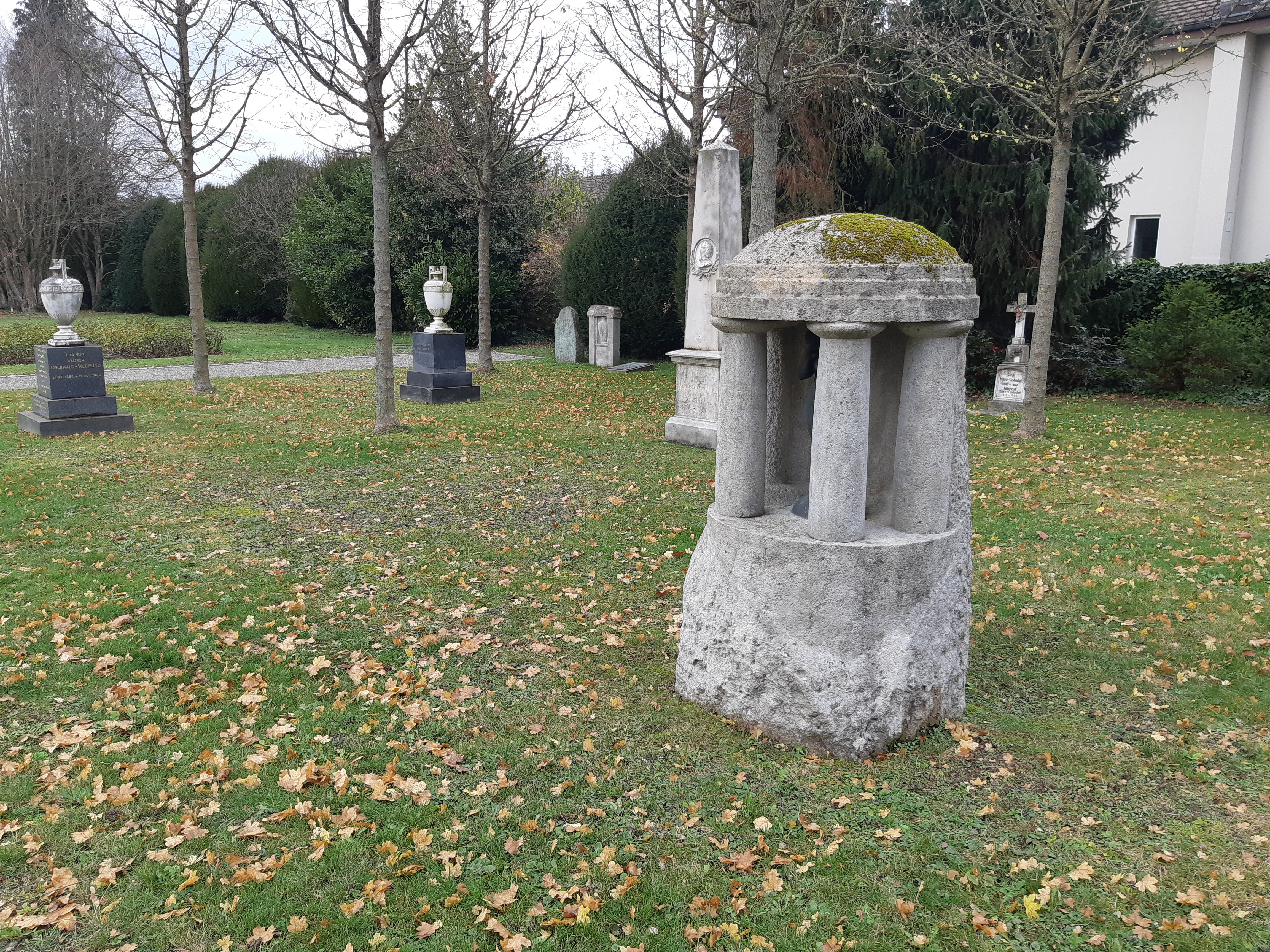
Prominentengräber

## Beschreibung
Das rechteckige, leicht abschüssige Gelände wurde durch einen Mittelweg erschlossen, der an zentraler Stelle von einem rechtwinklig dazu verlaufenden Weg gekreuzt wird. An dessen nördlichem, der Stadt zu gewandtem Ende befindet sich ein Wasserspiel. Der Hauptweg führte auf die Abdankungshalle zu, mit der das Gelände nach Westen hin abschloss. Diese Halle wurde 1975 abgebrochen. Seitdem besitzt der Friedhof zwei Zugänge. Der neue Hauptzugang kommt von der von dort angrenzenden Wylgasse. 1896 und 1906 wurde das Friedhofsgelände erweitert.
Die Anlage wird geprägt von ihrer symmetrischen Gestaltung, der reichen Ausstattung mit gartenarchitektonischen Elementen wie Mauern, Brunnen, aufwändig geschnittenen Hecken und vielen Rosenbeeten. In der Nordostecke wurden in den frühen 2010er Jahren die Prominenz-Gräber zusammengefasst, die zuvor über das ganze Grabfeld verstreut aufgestellt waren. Dazu zählen das Familiengrab des Schweizer Familienastes Wedekind, das mit einer griechischen Vase geschmückt ist, die Grabstätte von Augustin Keller (mit einem Obelisken) und die von Walo Bertschinger, die mit einer von Arnold Hünerwadel gefertigten Frauenfigur ausstaffiert wurde. Hohe, regelmässig gepflanzte Platanen spenden im Sommer Schatten. Eine dort angebrachte Informationstafel gibt Auskunft über weitere, hervorzuhebende Grabdenkmale.
Nach Südwesten hin soll die Anlage in den nächsten Jahren erweitert werden.
Der Friedhof Lenzburg ist eine der Stationen auf dem Gartenpfad Lenzburg, ein touristischer Rundfussweg, auf dem gartenbaulich hervorzuhebende Ensembles angegangen werden können. Auch in der benachbarten Kantonshauptstadt Aarau befindet sich ein Friedhof Rosengarten.